# Alfa Centauri Ab
Alpha Centauri Ab (también conocido como Rigil Kentaurus b, u originalmente como Candidate 1) es un candidato a exoplaneta fotografiado directamente alrededor de Alfa Centauri A en febrero de 2021. Si se confirma que es un exoplaneta, orbitaría aproximadamente a 1.1 UA de Alpha Centauri A con un período de aproximadamente un año y tendría una masa entre la de Neptuno y la mitad de la de Saturno y, por lo tanto, probablemente sería un planeta gigante. El candidato a planeta aún debe confirmarse como una señal exoplanetaria y se necesitan observaciones adicionales para confirmar su verdadera naturaleza.

## Descubrimiento

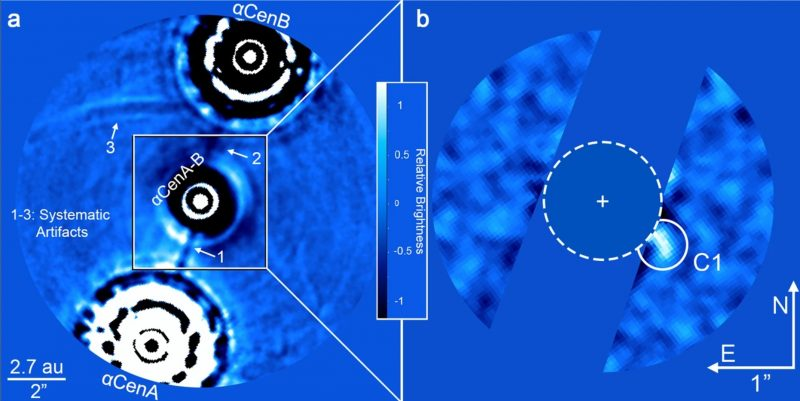
La imagen del descubrimiento de Candidate 1, tomada por el instrumento NEAR del Very Large Telescope del ESO en 2021

Los astrónomos de la Breakthrough Watch Initiative obtuvieron imágenes directas del candidato utilizando un sistema recientemente desarrollado para la obtención de imágenes de exoplanetas en el infrarrojo medio. Observaciones previas de años antes descartaron la posibilidad de que se tratara de una estrella de fondo. El equipo presentó el descubrimiento del candidato a exoplaneta en una publicación en Nature Communications titulada “Imaging low-mass planets within the habitable zone of Alpha Centauri”. Sin embargo, el arco de observación, que tiene una duración de solo 100 horas, no es suficiente para determinar si una señal es de naturaleza planetaria, y puede ser polvo zodiacal o un artefacto instrumental.

## Características físicas
Aunque se sabe poco sobre el planeta candidato, hay algunas características que se pueden inferir en función de sus observaciones. Tendría una inclinación orbital de ~70° en relación con el punto de vista de la Tierra, en consonancia con la inclinación del sistema Alpha Centauri en su conjunto. Debido al algoritmo de detección, estaría en algún lugar alrededor de la masa de Neptuno, y no sería mayor que 7 R🜨 ya que su masa excedería el umbral de velocidad radial de ~50 M🜨, pero no menor que 3.3 R🜨 ya que eso no daría la firma dada en el artículo. Debido a este gran tamaño, es muy poco probable que sea rocoso y probablemente sea un planeta del tamaño de Neptuno. Se necesitarán observaciones de seguimiento para determinar si es un planeta, una nube de polvo o simplemente un artefacto debido a su corto arco de observación.